# Duarte 3. Pio, hertug af Braganza
Duarte 3. Pio, hertug af Braganza (fulde navn: Dom Duarte Pio João Miguel Gabriel Rafael de Bragança) (født 15. maj 1945 i Bern, Schweiz) er portugisisk tronprætendent siden 1976. 

## Forfædre
Duarte Pio er oldesøn af kong Mikael 1. af Portugal, der var landets sidste enevældige konge. Mikael 1. blev landsforvist i 1934, og hans efterkommere fik først lov til at vende tilbage til Portugal efter 1950.  

## Striden om den portugisiske trone
I 1826 blev den syvårige Maria 2. af Portugal (datter af kejser Pedro 1. af Brasilien) udnævnt til dronning af Portugal. Det blev bestemt. at hun, når hun blev voksen, skulle giftes med sin farbror prins Mikael (søn af kong Johan 6. af Portugal). 
Prins Mikael brød imidlertid aftalen. I 1828 udråbte han sig selv til kong Mikael 1. af Portugal. Dette udløste en borgerkrig, der endte i 1834, da Maria blev dronning for anden gang. 

### Huset Coburg-Braganza
Dronning Maria 2. var gift med en prins af Sachsen-Coburg og Gotha. Deres efterkommere tilhørte Huset Braganza-Sachsen-Coburg og Gotha (Huset Coburg-Braganza), der regerede fra 1853 til 1910. Siden har landet været en republik.  
Emanuel 2. af Portugal var den sidste konge af Huset Coburg-Braganza. Han blev afsat i 1910, og han døde i eksil i 1932. I 1910 forbød parlamentet kong Emanuel 2. og andre medlemmer af Huset Coburg-Braganza at vende tilbage til Portugal.  

### Landsforvisninger
I 1834 landsforviste det portugisiske parlament kong Mikael 1. af Portugal og hans efterkommere. Kong Mikael levede derefter i eksil. Han døde i 1866 i Karlsruhe i Tyskland.
I 1950 blev landsforvisningerne af begge grene af kongeslægten ophævet. Sammen med sine forældre og brødre flyttede Duarte Pio til Portugal i 1952. 

## Familie
Duarte Pio er gift med Isabel Inês Castro Curvelo de Herédia (født 1966). Hun er sønnedatter af idrætsmanden, vicegreve Sebastião Herédia (1903–1983), der deltog i Sommer-OL i 1928 og i 1932. 
Parret har to sønner og én datter. 